# Celeste Cid
María Celeste Cid (ur. 19 stycznia 1984 roku) – argentyńska aktorka.  
Celeste Cid urodziła się w San Cristóbal (Argentyna) Karierę aktorską rozpoczęła w wieku 12 lat grając rolę Barbarite w serialu komediowym. Tam po raz pierwszy zagrała u boku z Emanuelem Ortega. Popularność przyniosła jej główna rola w telenoweli Młodzieńcza miłość, gdzie wcieliła się w rolę Celeste Serano a partnerował jej Emanuel Ortega. 
Kolejne role Celeste to główna rola w telenoweli Resistire u boku Pabla Echarri i rola w El deseo u boku Natalii Oreiro.
Celeste wystąpiła również w teledysku do piosenki Emanuela Ortegii pt. Adonde te vas.
Celeste przez 3 lata była związana z argentyńskim piosenkarzem Emanuelem Horrvileurem. Para ma ze sobą 2-letniego synka Andre. Jesienią 2006 roku rozstali się.